# Гешке, Энджи
Энджи Гешке (нем. Angie Geschke; род. 24 мая 1985, Любек) — бывшая немецкая гандболистка.

## Карьера

### Клубная
Воспитанница школы клуба «Любек-93», выступала за юношеский состав клуба «Бунтекух». В 2000 году дебютировала в Бундеслиге в команде «Франкфурт», выиграв с ней в 2003 году Кубок Германии, а через год завоевав титул чемпионки страны. В сезоне 2006/2007 с 210 голами Энджи стала лучшим бомбардиром Бундеслиги. В сезоне 2007/2008 выступала за датский «Рандерс», летом 2008 года вернулась в Германию, где в течение четырёх лет выступала за «Ольденбург». Ещё один сезон после этого провела в норвежском «Вайперс». Летом 2013 года заключила контракт с леверкузенским «Байером», но уже в сентябре ушла в «Ольденбург».

### В сборной
Дебютировала в сборной 7 апреля 2006 в матче против Хорватии. В 46 играх забила 55 голов.

## Достижения

### Клубные
- Чемпионка Германии: 2004 (Франкфурт)
- Победительница Кубка Германии: 2003 (Франкфурт), 2009, 2012 (оба — Ольденбург)
- Победительница Суперкубка Германии: 2009 (Ольденбург)

### В сборной
- 4-е место на чемпионате Европы: 2006